# Jeremy Clarkson
Jeremy Charles Robert Clarkson (Doncaster, 11 aprile 1960) è un conduttore televisivo, giornalista, pilota automobilistico , saggista e comico britannico.
È noto soprattutto per aver co-presentato i programmi automobilistici Top Gear, dal 2002 al 2015 e, dal 2016 al 2025, The Grand Tour insieme a Richard Hammond e James May. Scrive anche rubriche settimanali per The Sunday Times e The Sun. Dal 2018 conduce il programma Who Wants To Be A Millionaire? (versione inglese di Chi vuol essere milionario?).
Il suo stile ironico e provocatorio, sia in privato sia come presentatore, ha suscitato spesso critiche da parte di media, politici e pubblico. Clarkson ha tuttavia un notevole seguito, sia in Inghilterra sia all'estero, essendo accreditato come uno dei principali fautori della rinascita di Top Gear come uno degli spettacoli più popolari della BBC.

## Biografia
Clarkson è nato a Doncaster in una famiglia attiva nella vendita di coperture per teiere. Il business della famiglia si è poi allargato alla vendita di popolarissimi giocattoli dell'orso Paddington, che hanno permesso ai Clarkson di iscrivere il figlio presso delle scuole private, prima alla Hill House School di Doncaster e successivamente alla Repton School di Repton; Clarkson venne però espulso dalla scuola a causa del suo carattere ribelle e della discontinuità nel rendimento.
Nel 1993 ha sposato la sua manager, Frances Cain, da cui ha avuto tre figli. La coppia ha divorziato nel 2014. Dal 2017 ha una relazione con l'attrice irlandese Lisa Hogan. Clarkson vive in una tenuta presso Chadlington, frazione di Chipping Norton, nell'Oxfordshire, in cui è stato ambientato il suo programma Clarkson's Farm, trasmesso su Amazon Prime Video.
Inizialmente impegnato nella vendita di giocattoli di orsi Paddington insieme al padre, ha successivamente iniziato a lavorare come giornalista locale nel Nord dell'Inghilterra, facendo brevi recensioni di auto economiche. Nel 1984 ha fondato insieme al giornalista sportivo Jonathan Jill la Motoring Press Agency, specializzata nelle recensioni di auto per riviste di automobilismo, con cui ha iniziato a farsi conoscere dagli addetti ai lavori.
Clarkson è diventato famoso come presentatore del formato originale di Top Gear nel 1988. Dalla metà degli anni novanta, è diventato un personaggio pubblico riconosciuto, apparendo regolarmente nella televisione britannica con i propri spettacoli per la BBC e come ospite in altri programmi. Oltre all'automobilismo, Clarkson ha prodotto documentari e libri su argomenti come la storia e l'ingegneria. Nel 1998 ha presentato la prima serie di Robot Wars e dal 1998 al 2000 ha anche condotto il suo talk show, Clarkson. Ha condotto inoltre gli show Clarkson Meets the Neighbours e lo show motoristico National Exhibition Centre a Birmingham, con Tiff Needell e Richard Hammond. Assieme a James May è stato il primo a raggiungere il Polo nord magnetico su un'auto, episodio ripreso e trasmesso dalla trasmissione Top Gear il 25 luglio 2007 sul canale BBC Two.
Il motivo maggiore di fama mondiale rimane comunque la co-conduzione del programma Top Gear dal 1988 al 1999 e ancora dal 2002 quando è stato proposto nuovamente con un nuovo formato. Il 10 marzo 2015 la BBC annuncia la sospensione di Jeremy Clarkson dal programma Top Gear in seguito a una lite con uno dei produttori e il 25 marzo annuncia di non aver rinnovato il contratto al presentatore. Poco dopo anche i compagni di conduzione Richard Hammond e James May lasciano il programma. Dal 2016 al 2024 il trio ha condotto The Grand Tour su Amazon Prime Video, in cui vengono ripresi il format e lo stile irriverente che caratterizzavano Top Gear. Il 9 marzo 2018 è stato annunciato che Clarkson sarebbe stato il conduttore di Who Wants To Be A Millionaire? in sostituzione di Chris Tarrant.
Nel 2019 parte con la prima stagione del suo nuovo programma La fattoria Clarkson in esclusiva su Prime Video.
Nel 2020 Clarkson dichiara di aver rifiutato l'offerta di tornare alla BBC propostagli dal direttore generale Tim Davie. Nel 2021 apre il Diddly Squat Farm Shop a Chadlington, il negozio nel quale vende i prodotti della sua fattoria.